# Elaphidion mimeticum
Elaphidion mimeticum es una especie de escarabajo longicornio del género Elaphidion, categorizada en la tribu Elaphidiini, de la subfamilia Cerambycinae. Fue descrita por Schaeffer en 1905.

## Descripción
Mide 13-22 mm de longitud.

## Distribución
Se distribuye por América: Belice, Estados Unidos, Guatemala, Honduras y México.